# Campionati europei di atletica leggera indoor 1998
I XXV campionati europei di atletica leggera indoor si sono svolti a Valencia, in Spagna, presso il Palacio Velódromo Luis Puig, dal 27 febbraio al 1º marzo 1998. 

## Nazioni partecipanti
Tra parentesi, il numero di atleti partecipanti per nazione.
- Andorra (2)
- Armenia (1)
- Austria (9)
- Belgio (13)
- Bielorussia (5)
- Bosnia ed Erzegovina (1)
- Bulgaria (12)
- Rep. Ceca (20)
- Cipro (6)
- Croazia (3)
- Danimarca (4)
- Estonia (3)
- Finlandia (4)

- Francia (49)
- Georgia (2)
- Germania (33)
- Grecia (24)
- Irlanda (10)
- Islanda (3)
- Israele (5)
- Italia (22)
- Jugoslavia (3)
- Lettonia (8)
- Lituania (3)
- Malta (1)
- Norvegia (6)

- Paesi Bassi (20)
- Polonia (17)
- Portogallo (10)
- Regno Unito (33)
- Romania (17)
- Russia (33)
- Slovenia (5)
- Spagna (46)
- Svezia (16)
- Svizzera (7)
- Turchia (6)
- Ucraina (12)
- Ungheria (10)

## Risultati

### Uomini
| Specialità | Oro                | Risultato | Argento              | Risultato | Bronzo             | Risultato |
| Corse piane |                    |           |                      |           |                    |           |
| 60 metri (dettagli) | Ángelos Pavlakákis | 6"55      | Jason Gardener       | 6"59      | Stephane Cali      | 6"60      |
| 200 metri (dettagli) | Sergey Osovich     | 20"40     | Anninos Marcoullides | 20"65     | Allyn Condon       | 20"68     |
| 400 metri (dettagli) | Ruslan Mashchenko  | 45"90     | Ashraf Saber         | 45"99     | Robert Mackowiak   | 46"00     |
| 800 metri (dettagli) | Nils Schumann      | 1'47"02   | Marko Koers          | 1'47"20   | Vebjörn Rodal      | 1'47"40   |
| 1500 metri (dettagli) | Rui Silva          | 3'44"57   | Kader Chekhamani     | 3'44"89   | Andrey Zadorozhniv | 3'44"93   |
| 3000 metri (dettagli) | John Mayock        | 7'55"09   | Manuel Pancorbo      | 7'55"23   | Alberto Garcia     | 7'55"24   |
| Corse a ostacoli |                    |           |                      |           |                    |           |
| 60 metri ostacoli (dettagli) | Igors Kazanovs     | 7"54      | Tomasz Scigaczewski  | 7"56      | Mike Fenner        | 7"58      |
| Salti |                    |           |                      |           |                    |           |
| Salto in alto (dettagli) | Artur Partyka      | 2,31 m    | Vyacheslav Voronin   | 2,31 m    | Tomas Janku        | 2,29 m    |
| Salto con l'asta (dettagli) | Tim Lobinger       | 5,80 m    | Michael Stolle       | 5,80 m    | Daniel Ecker       | 5,75 m    |
| Salto in lungo (dettagli) | Alexey Lukashevich | 8,06 m    | Carlos Calado        | 8,05 m    | Emmanuel Bangue    | 8,05 m    |
| Salto triplo (dettagli) | Jonathan Edwards   | 17,43 m   | Charles Friedek      | 17,15 m   | Serge Hélan        | 17,02 m   |
| Lanci |                    |           |                      |           |                    |           |
| Getto del peso (dettagli) | Oliver Sven Buder  | 21,47 m   | Mika Halvari         | 20,59 m   | Arsi Harju         | 20,53 m   |
| Prove multiple |                    |           |                      |           |                    |           |
| Eptathlon (dettagli) | Sebastian Chmara   | 6.415 p.  | Dezső Szabó          | 6.249 p.  | Lev Lobodin        | 6.226 p.  |
| record mondiale; record mondiale stagionale; record europeo; record europeo stagionale; record dei campionati; record nazionale; record personale; record personale stagionale. |                    |           |                      |           |                    |           |

### Donne
| Specialità | Oro                  | Risultato | Argento               | Risultato | Bronzo            | Risultato |
| Corse piane |                      |           |                       |           |                   |           |
| 60 metri (dettagli) | Melanie Paschke      | 7"14      | Frédérique Bangué     | 7"18      | Odiah Sidibé      | 7"22      |
| 200 metri (dettagli) | Svetlana Goncharenko | 22"46     | Melanie Paschke       | 22"50     | Ekateríni Kóffa   | 22"86     |
| 400 metri (dettagli) | Grit Breuer          | 50"45     | Ionela Târlea         | 50"56     | Helena Fuchsová   | 51"22     |
| 800 metri (dettagli) | Ludmila Formanová    | 2'02"30   | Malin Ewerlöf         | 2'03"61   | Judith Varga      | 2'03"81   |
| 1500 metri (dettagli) | Theresia Kiesl       | 4'13"62   | Lidia Chojecka        | 4'14"93   | Violeta Szekely   | 4'15"54   |
| 3000 metri (dettagli) | Gabriela Szabó       | 8'49"96   | Fernanda Ribeiro      | 8'51"42   | Marta Domínguez   | 8'57"72   |
| Corse a ostacoli |                      |           |                       |           |                   |           |
| 60 metri ostacoli (dettagli) | Patricia Girard-Léno | 7"85      | Svetlana Laukhova     | 8"01      | Diane Allahgreen  | 8"02      |
| Salti |                      |           |                       |           |                   |           |
| Salto in alto (dettagli) | Monica Iagar         | 1,96 m    | Alina Astafei         | 1,94 m    | Yelena Yelesina   | 1,94 m    |
| Salto con l'asta (dettagli) | Anzhela Balakhonova  | 4,45 m    | Vala Flosadóttir      | 4,40 m    | Daniela Bártová   | 4,40 m    |
| Salto in lungo (dettagli) | Fiona May            | 6,91 m    | Tatyana Ter-Mesrobyan | 6,72 m    | Linda Ferga       | 6,67 m    |
| Salto triplo (dettagli) | Ashia Hansen         | 15,16 m   | Šárka Kašpárková      | 14,76 m   | Yelena Lebedyenko | 14,32 m   |
| Lanci |                      |           |                       |           |                   |           |
| Getto del peso (dettagli) | Irina Korzhanenko    | 20,25 m   | Vita Pavlysh          | 20,00 m   | Corrie de Bruin   | 18,97 m   |
| Prove multiple |                      |           |                       |           |                   |           |
| Pentathlon (dettagli) | Urszula Włodarczyk   | 4.808 p.  | Irina Belova          | 4.631 p.  | Karin Specht      | 4.523 p.  |
| record mondiale; record mondiale stagionale; record europeo; record europeo stagionale; record dei campionati; record nazionale; record personale; record personale stagionale. |                      |           |                       |           |                   |           |

## Medagliere
Legenda
     Paese ospitante
| Posizione | Paese       | Oro | Argento | Bronzo | Totale |
| --------- | ----------- | --- | ------- | ------ | ------ |
| 1         | Germania    | 5   | 4       | 3      | 11     |
| 2         | Russia      | 3   | 4       | 4      | 11     |
| 3         | Polonia     | 3   | 2       | 1      | 6      |
| 4         | Regno Unito | 3   | 1       | 2      | 6      |
| 5         | Ucraina     | 3   | 1       | 0      | 4      |
| 6         | Romania     | 2   | 1       | 1      | 4      |
| 7         | Francia     | 1   | 2       | 5      | 8      |
| 8         | Rep. Ceca   | 1   | 2       | 2      | 5      |
| 9         | Portogallo  | 1   | 2       | 0      | 3      |
| 10        | Italia      | 1   | 1       | 0      | 2      |
| 11        | Grecia      | 1   | 0       | 1      | 2      |
| 12        | Austria     | 1   | 0       | 0      | 1      |
| 13        | Lettonia    | 1   | 0       | 0      | 1      |
| 14        | Spagna      | 0   | 1       | 2      | 3      |
| 15        | Finlandia   | 0   | 1       | 1      | 2      |
| 15        | Ungheria    | 0   | 1       | 1      | 2      |
| 15        | Paesi Bassi | 0   | 1       | 1      | 2      |
| 18        | Cipro       | 0   | 1       | 0      | 1      |
| 18        | Svezia      | 0   | 1       | 0      | 1      |
| 20        | Islanda     | 0   | 0       | 1      | 1      |
| 20        | Norvegia    | 0   | 0       | 1      | 1      |
| Totale    | Totale      | 26  | 26      | 26     | 78     |